# Mason Ewing
Mason Cyrille Elong Ewing (sinh ngày 8 tháng 4, 1982  tại vùng Douala, Cameroon) là một nhà sản xuất, đạo diễn, biên kịch và nhà thiết kế thời trang khiếm thị người Pháp gốc Cameroon và mang quốc tịch Mỹ, sinh sống tại Pháp và Los Angeles (Hoa Kỳ), nơi đặt trụ sở chính của công ty của ông, Mason Ewing Corporation.

## Tiểu sử
Mason Ewing sinh ra tại Douala, thủ đô kinh tế của Cameroon vào ngày 9 tháng 4 năm 1982. Cha của ông, Frederik Ewing, là một doanh nhân người Mỹ qua đời vào tháng 11 năm 2010. Mẹ ông, Marie Francesca Elong, là người Cameroon, là một người mẫu, nhà thiết kế và thợ may. Mason sống cùng mẹ của mình đến năm 4 tuổi, chính bà là người đã truyền cảm hứng và định hướng cho ông theo con đường thời trang. Trong lúc bà ấy may quần áo cho các con, Mason rất thích ngồi gần mẹ mình và chơi đùa với những mảnh vải. Ở tuổi đó, ông ấy rất gần gũi với mẹ mình. Mẹ của Ewing mất vào năm 1986. Sau đó ông được chăm sóc bởi bà cố của mình, Élise. Vào năm 1989, ông chuyển đến vùng Paris, nơi ông bị ngược đãi bởi người chú và dì của mình. Năm 1993, ông đã bỏ trốn rất nhiều lần để cầu cứu công an, đội hiến binh, quan tòa để được đưa đi khỏi nhà của chú và dì. Ông đã mất thị lực vào tháng 4 năm 1996 và hôn mê trong ba tuần tại bệnh viện Necker – khoa Nhi ở Paris.

## Sự nghiệp
Năm 2001, trở thành người vô gia cư, ông ấy đến trung tâm xã hội SAMU. Ông muốn trở thành một nhà tạo mẫu để tri ân người mẹ của mình dù ông bị khuyết tật. Mason đã tạo nên dòng trang phục của mình mang đầy tính sáng tạo. Với hình mẫu em bé Madison, ông cũng đã đưa chữ nổi vào sản phầm để những người khiếm thị có thể nhận biết được màu sắc của quần áo bằng cách chạm vào chúng và những hoạt động của em bé Madison (thể thao, trò chơi, các hoạt động khác...). Nhiều nhân vật nổi tiếng đã ủng hộ cho ông ấy, như Laurent Petitguillaume, người giới thiệu cho buổi trình diễn, và Emmanuel Petit, Olivier Lapidus (cựu giám đốc nghệ thuật của thương hiệu Lavin) và người mẹ đỡ đầu của ông – Dominique Torres. Tháng 11 năm 2008, ông tổ chức buổi trình diễn thời trang thứ ba trên thuyền La Planète Sur Seine với Rachel Legrain-Trapani (Hoa hậu Pháp năm 2007), người đã mặc chiếc váy cưới của mình,.
Song song với các dự án thời trang của mình, Mason Ewing còn thực hiện các dự án điện ảnh tại Pháp. Ông tưởng tượng ra sê ri phim cho trẻ em The Adventures of Madison và loạt phim Mickey Boom. Năm 2011, ông chuyển đến Mỹ để trở thành nhà sản xuất phim. Ông đã thành lập công ty Mason Ewing Corporation tại Los Angeles, từ đây nhiều dự án khác nhau như sản xuất phim đã được khởi động. Ông đẫ viết kịch bản cho một sê ri phim truyền hình Eryna Bella và sản xuất phim ngắn Descry. Sau một vài năm tại Los Angeles, ông quay về Pháp để thực hiện sê ri phim truyền hình Mickey Boom, dự án mà ông đã đặt vào rất nhiều tâm huyết. Tháng 4 năm 2015, ông thành lập Lé Entreprises Ewing, đặt tại Clichy. Ngày 1 tháng 11 năm 2019, ông đã phát hành cuốn tự truyện của mình Đôi mắt của định mệnh, được biên tập bởi Nhà xuất bản Ewing.

## Danh sách phim

### Phim điện ảnh
- Coup de Foudre à Yaoundé

### Phim ngắn
- 2011: Descry
- 2017: Névroses
- 2017: Comme Les Autres
- 2017: Le Plus Beau Cadeau de ma Mère